# Bienate
Bienate (Bienaa in legnanese, AFI: [bjeˈnɑː], localmente Bianaa, AFI: [bjaˈnɑː]) è l'unica frazione del comune di Magnago.
Fu comune autonomo fino al 3 marzo 1869, quando venne unito al già esistente comune di Magnago per effetto del Regio Decreto n. 4962.

## Storia
Fu un antico comune del Milanese.
In base al censimento voluto nel 1771 dall'imperatrice Maria Teresa, il Comune di Bienate contò 410 anime. Alla proclamazione del Regno d'Italia nel 1805 risultava avere 416 abitanti. Nel 1809 fu soppresso con regio decreto di Napoleone ed annesso a Magnago. Il Comune di Bienate fu quindi ripristinato con il ritorno degli austriaci, arrivando a contare 759 residenti nel 1853, saliti a 852 nel 1861. Il comune fu infine definitivamente soppresso con un decreto di Vittorio Emanuele II nel 1869, unendolo nuovamente a Magnago.